# Neal H. Moritz
Neal H. Moritz, né le 6 juin 1959 à Los Angeles aux États-Unis, est un acteur, producteur et producteur délégué américain. Il est le fondateur du studio Original Film.

## Biographie
Il étudie à l'Université de Californie à Los Angeles puis après une pause où il crée une société qui vend des sacoches et des sacs à dos, il reprend ses études et intègre l'école des arts du cinéma à l'Université de Californie du Sud où il décroche un master en 1985. Il fonde en 1997 sa société de production Original Film qui produit la saga cinématographique Fast and Furious.

## Filmographie

### Producteur
- 1992 : Juice de Ernest Dickerson
- 1997 : Volcano de Mick Jackson
- 1998 : Souviens-toi... l'été dernier de Jim Gillespie
- 1998 : Flic de haut vol de Les Mayfield
- 1999 : Sexe intentions de Roger Kumble
- 1999 : Urban Legend de Jamie Blanks
- 1999 : Souviens-toi... l'été dernier 2 de Danny Cannon
- 2000 : Urban Legend 2 : Coup de grâce de John Ottman
- 2000 : Sexe Intentions 2 de Roger Kumble
- 2001 : Fast and Furious de Rob Cohen
- 2001 : Diablesse de Dennis Dugan
- 2001 : Soul Survivors de Steve Carpenter
- 2002 : Fashion victime de Andy Tennant
- 2002 : xXx de Rob Cohen
- 2002 : Slackers de Dewey Nicks
- 2002 : Sex Academy de Joel Gallen
- 2002 : La Prison de verre de Daniel Sackheim
- 2002 : The Skulls 2, société secrète de Joe Chappelle
- 2003 : S.W.A.T. unité d'élite de Clark Johnson
- 2003 : 2 Fast 2 Furious de John Singleton
- 2004 : Torque, la route s'enflamme de Joseph Kahn
- 2004 : Out of Time de Carl Franklin
- 2004 : Sexe intentions 3 de Scott Ziehl
- 2005 : Furtif de Rob Cohen
- 2005 : XXX 2: The Next Level de Lee Tamahori
- 2006 : Click de Frank Coraci
- 2006 : Fast and Furious: Tokyo Drift de Justin Lin
- 2006 : Rédemption de Phil Joanou
- 2006 : Souviens-toi... l'été dernier III de Sylvain White
- 2007 : Je suis une légende de Francis Lawrence
- 2007 : Evan tout-puissant de Tom Shadyac
- 2008 : Le Bal de l'horreur de Nelson McCormick
- 2008 : Le Témoin amoureux de Paul Weiland
- 2008 : Angles d'attaque de Pete Travis
- 2009 : Fast and Furious 4 de Justin Lin
- 2010 : The Green Hornet de Michel Gondry
- 2011 : Fast and Furious 5 de Justin Lin
- 2012 : Jack le chasseur de géants (Jack the Giant Killer) de Bryan Singer
- 2012 : 21 Jump Street de Phil Lord et Chris Miller
- 2012 : Total Recall : Mémoires programmées (Total Recall) de Len Wiseman
- 2013 : Dead Man Down de Niels Arden Oplev
- 2013 : Fast and Furious 6 de Justin Lin
- 2013 : RIPD : Brigade fantôme (RIPD: Rest In Peace Department) de Robert Schwentke
- 2014 : 22 Jump Street de Phil Lord et Chris Miller
- 2015 : Fast and Furious 7 de James Wan
- 2015 : Chair de poule, le film de Rob Letterman
- 2016 : Passengers de Morten Tyldum
- 2017 : xXx: The Return of Xander Cage de D. J. Caruso
- 2017 : Fast and Furious 8 (Fast 8) de F. Gary Gray
- 2019 : Escape Game (Escape Room) d'Adam Robitel
- 2020 : Sonic, le film (Sonic the Hedgehog) de Jeff Fowler
- 2020 : Spenser Confidential de Peter Berg
- 2020 : Bloodshot de Dave Wilson
- 2021 : Fast and Furious 9 (F9) de Justin Lin
- 2021 : Escape Game 2 : Le monde est un piège (Escape Room: Tournament of Champions) d'Adam Robitel
- 2022 : Sonic 2, le film (Sonic the Hedgehog 2) de Jeff Fowler
- 2022 : La Princesse (The Princess) de Le-Van Kiet
- 2023 : Fast and Furious 10 de Louis Leterrier
- 2024 : Sonic 3, le film (Sonic the Hedgehog 3) de Jeff Fowler
- 2025 : Souviens-toi… l'été dernier (I Know What You Did Last Summer) de Jennifer Kaytin Robinson
- 2025 : Afterburn de J. J. Perry

### Producteur délégué
- Tru Calling (TV)
- Prison Break (TV)
- Shasta (TV)
- 1998 : The Rat Pack de Rob Cohen (TV)
- 2001 : Diablesse de Dennis Dugan
- 2007 : Not Another High School Show de Mike Bender (téléfilm)
- depuis 2019 : The Boys (série TV)
- 2021 : I Know What You Did Last Summer
- 2022 : The Boys présentent : Les Diaboliques (série TV d'animation)
- 2023 : Gen V (série TV)

### Acteur
- 2001 : Fast and Furious de Rob Cohen : le pilote de la Ferrari
- 2003 : 2 Fast 2 Furious de John Singleton : un policier